# Миньцзян (приток Янцзы)

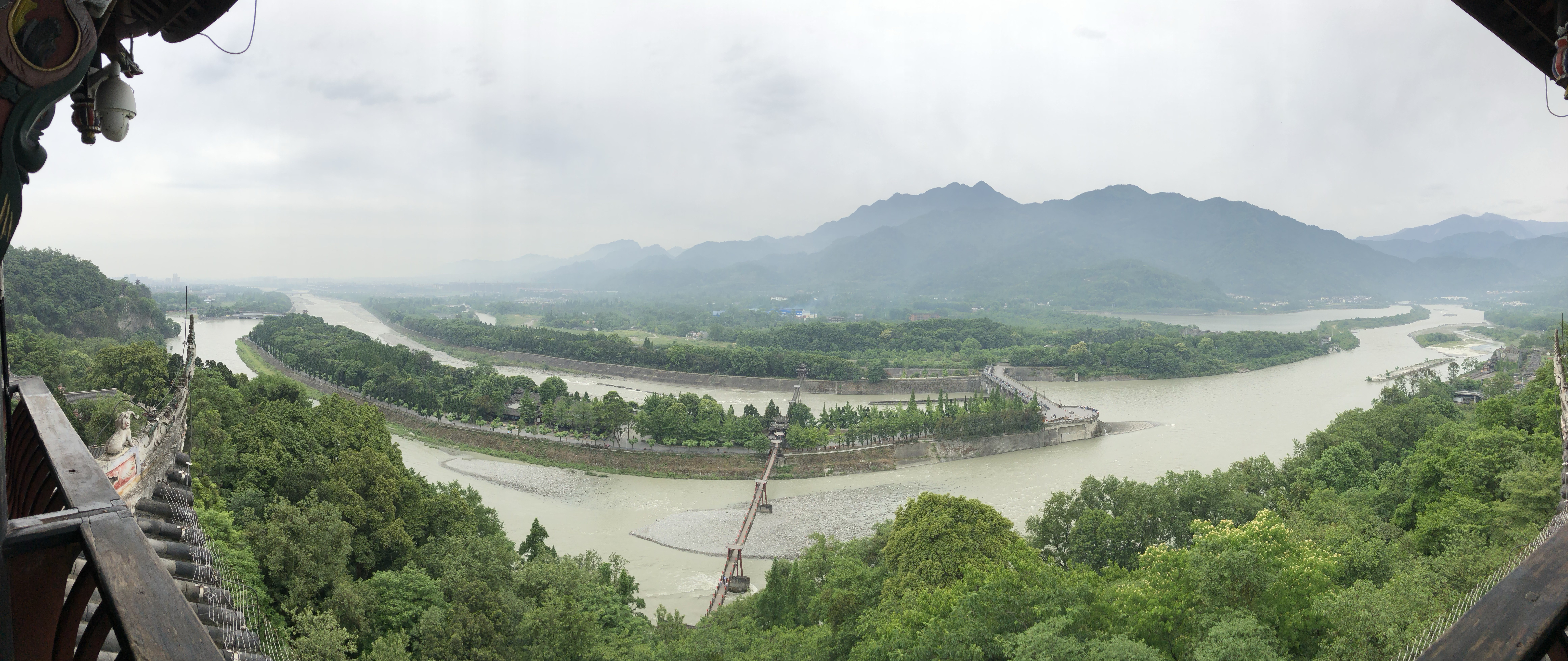
Плотина Дуцзян

Миньцзя́н, устаревшие: Минь и Миньхэ (кит. упр. 岷江, пиньинь Mínjiāng) — река в Китае.
Река Миньцзян протекает в центральной части провинции Сычуань. Это самый полноводный приток Янцзы. Истоки реки находятся у южного склона гор Миньшань на территории Нгава-Тибетского-Цянского автономного округа. Длина реки составляет 735 километров. Средний годовой расход воды свыше 3 тыс. м³/сек.
Река течёт с севера на юг между горными хребтами Цюнлайшань (на западе) и Миньшань (на востоке).
В Миньцзян впадают реки Хэйшуй, Цагунао, Даду и Мабянь. У города Ибинь она впадает в Янцзы, в её верхнем течении.
Миньцзян протекает через уезд Вэньчуань, где на реке, в рамках древней ирригационной системы Дуцзянъянь, построена крупная плотина, мимо городов Чэнду, Мэйшань и Лэшань, питает водой плодородную долину Чэнду в западной части Сычуаньской котловины.